# Транспортна РНК
Транспортната рибонуклеинова киселина (транспортна РНК, тРНК) представлява адапторна молекула преносител на аминокиселини до информационната РНК в цитоплазмата на клетката.
Транспортната РНК има специални участъци по своята повърхност, с които може да осъществи контакт непосредствено с иРНК и с аминокиселините. Основните ѝ „точки“ са хидроксилната група ОН, антикодона, и мястото за залавяне на аминокиселината. По форма тРНК наподобява детелина. Тя съставлява около 18% от общото количество на РНК в клетката.
Притежава първична, вторична и третична структура. По повърхността на молекулата се различават и „бримки“ с неустановени функции, за които се предполага, че са имали важно значение за еволюцията на РНК.